# 長谷泰宏
長谷 泰宏（はせ やすひろ、1973年6月2日 - ）は、日本の作曲家、作詞家、編曲家。北海道札幌市出身。

## 来歴
音楽ユニット「ユメトコスメ」を主宰。2001年に「ソランジュ エ デルフィーヌ」を結成、2009年より名義を「ユメトコスメ」に改称。作曲家、作詞家、編曲家として、女性アイドル、声優、アニメ関連の楽曲制作に携わる他、ストリングス編曲者・ピアノ奏者として多数の作品に制作参加。

## 楽曲提供・制作参加作品
（註：表記のないものはピアノ演奏）
2003年
- dahlia「le mode d'emploi」（2003年2月25日）
  - le mode d'emploi
  - LENZ 28
  - Hotel Margaret
  - non finito samba
  - 世界の果てまで
  - smart ball water melon
  - Ask me anything about Orange
  - green fields
  - lilic
  - flower

- Lamp「そよ風アパートメント201」（2003年4月9日）
  - 風の午後に
  - 街は雨降り

- MIZZ「ミズノキオク」（2003年11月7日）
  - 勝部フラワーショップ
  - ボスボスの花

2005年
- Melting Holidays「pop go the happy tune」（2005年9月21日）
  - Pavement
  - Butterfly dance
  - Memories of my love
  - Ladybug
  - I can fly

2008年
- 「楓ニュータウン」 オリジナル・サウンド・トラック（2008年3月6日）
  - 楓ニュータウン / エイプリルズ
  - 大沢ミキオのテーマ
  - 手塚ハルコのテーマ
  - 恋のテーマ
  - 不思議のテーマ
  - 想い出のテーマ

- ROUND TABLE featuring Nino「恋をしてる」（2008年6月5日）
  - 恋をしてる （ストリングス・アレンジ）

- fragrance featuring 辻香織「The Book of Love」（2008年9月17日）
  - 名もなき詩 （編曲）
  - 全力少年 （編曲）
  - 明日晴れるかな （編曲）
  - 1/2 （編曲）
  - 東京にもあったんだ （編曲）

- All That Jazz featuring COSMiC HOME「DEAR」（2008年11月12日）
  - 桜 （編曲）
  - 希望の轍 （編曲）
  - 白い恋人達 （編曲）

2009年
- asianTrinity「200年後の運命」（2009年2月25日）
  - くるみ割り人形 （編曲）
  - ダッタン人の踊り （編曲）

- ROUND TABLE「FRIDAY, I'M IN LOVE」（2009年4月1日）
  - Under The Moonlight （ストリングス・アレンジ）
  - Faraway （編曲、ストリングス・アレンジ）

- marino「lollipop+」（2009年4月22日）
  - パン・ダ marinopp

- 坂本真綾「マジックナンバー」（2009年11月11日）
  - マジックナンバー 「こばと。」OPテーマ曲

- エイプリルズ featuring 初音ミク「Miku-Ro Adventure!」（2009年12月23日）
  - ステンレスガール

2010年
- エイプリルズ「BACK TO THE FUTURE MUSIC」（2010年1月6日）
  - SHINE×SHINE×SHINE×SHINE
  - ニュー・ユマ・スマック
  - P.S. BOY MEETS GIRL
  - 銀河鉄道999
  - 時をかける少女

- あつぞうくん「ATZ」（2010年5月9日）
  - vostok3

- カルネイロ「Carneiro」（2010年5月26日）
  - 翡翠の羽 （ストリングス・アレンジ）
  - Ship Of Love （ストリングス・アレンジ）

- 「Barico 喫茶流行歌」（2010年8月27日）
  - Landscaper / 鈴村健一 （ストリングス・アレンジ）

- mellow「この恋、急接近!」（2010年9月26日）
  - この恋、急接近! （作詞、作曲、編曲）

- 中島愛「メロディ」（2010年11月24日）
  - メロディ （ストリングス・アレンジ） 「たまゆら」EDテーマ曲

- 「それでも町は廻っている」 オリジナル・サウンド・トラック（2010年12月15日）
  - シーサイドへようこそ （編曲、ストリングス・アレンジ）
  - あの頃も今も、これからも （ストリングス・アレンジ）
  - それ町サスペンス劇場 （ストリングス・アレンジ）
  - 大災害 （ストリングス・アレンジ）
  - 夕暮れサンセット （ストリングス・アレンジ）
  - Closing Time （ストリングス・アレンジ）

2011年
- テレビ愛知「声優バラエティー SAY!YOU!SAY!ME!」（2011年4月7日）
  - SAY!YOU!SAY!ME! （編曲、ストリングス・アレンジ）OPテーマ曲

- EmiLy「tear drop」（2011年5月25日）
  - エイル （編曲、ストリングス・アレンジ）

- らっぷびと「RAP BLEND」（2011年6月1日）
  - Melody Rain featuring 祭屋 （ストリングス・アレンジ）

- たまゆら〜hitotose〜「ボーカルアルバム、なので。」（2011年12月28日）
  - ヒマワリ / 沢渡楓 CV.竹達彩奈 （ストリングス・アレンジ） 「たまゆら」挿入歌

2012年
- エイプリルズ「MAGICAL GIRLS」（2012年1月11日）
  - マジカルガールズ featuring その名はスペィド
  - 恋人たちのABC

- 中島愛「Hello!」（2012年2月1日）
  - Hello! （ストリングス・アレンジ） 「輪廻のラグランジェ」EDテーマ曲

- 花澤香菜「星空☆ディスティネーション」（2012年4月25日）
  - Saturday Night Musical ♪ （編曲、ストリングス・アレンジ）

- 吉谷彩子「恋のオーケストラ」（2012年7月4日）
  - 恋のオーケストラ （ストリングス・アレンジ） 「謎の彼女X」OPテーマ曲

- ChouCho「flyleaf」（2012年8月8日）
  - flyleaf （ストリングス・アレンジ）

- Mizuka「マシュマログリッター」（2012年9月26日）
  - 恋人たちのABC

- ROUND TABLE featuring Nino「SINGLES BEST 2002-2012 MEMORIES」（2012年11月28日）
  - 約束の場所 （ストリングス・アレンジ） 「わんおふ -one off-」OPテーマ曲
  - ヒマワリ （ストリングス・アレンジ）

2013年
- 花澤香菜「Silent Snow」（2013年1月16日）
  - Silent Snow （ストリングス・アレンジ）

- 花澤香菜「claire」（2013年2月20日）
  - 青い鳥 （編曲、ストリングス・アレンジ）

- やなぎなぎ「ユキトキ」（2013年4月17日）
  - ユキトキ （ストリングス・アレンジ） 「やはり俺の青春ラブコメはまちがっている。」OPテーマ曲

- 寺島拓篤「スターテイル」（2013年7月3日）
  - Special Day （ストリングス・アレンジ）

- Negicco「Melody Palette」（2013年7月17日）
  - イミシン☆かもだけど （作詞、作曲、編曲）

- 藤村鼓乃美「SUMMER VACATION」（2013年7月24日）
  - SUMMER VACATION （編曲、ストリングス・アレンジ）
  - サイダー （ストリングス・アレンジ）
  - スウィンギン・レヴュー '47 （ストリングス・アレンジ） 「47都道府犬」イメージソング

- 中島愛「Megu2 Magic」（2013年8月7日）
  - Megu2 Magic （ストリングス・アレンジ）

- 夜桜四重奏〜ハナノウタ〜「桜新町の鳴らし方。」（2013年11月27日）
  - 種も仕掛けもありふれて / V・りら・F CV.茅野愛衣 （ストリングス・アレンジ）

- 花澤香菜「恋する惑星」（2013年12月25日）
  - 恋する惑星 （ストリングス・アレンジ）

2014年
- 花澤香菜「25」（2014年2月26日）
  - 旅立つ彼女と古い背表紙 （ストリングス・アレンジ）

- μ's「どんなときもずっと」（2014年5月8日）
  - どんなときもずっと （ストリングス・アレンジ） 「ラブライブ!」EDテーマ曲

- Negicco「Live Opening S.E.」（2014年7月11日）
  - Make Up Prelude （作曲、編曲）

- Negipecia「Girl's Life」（2014年8月26日）
  - 水着・浴衣・花火・背伸び - Negicco Ver. （作詞）
  - 水着・浴衣・花火・背伸び - Especia Ver. （作詞）

2015年
- Negicco「Rice&Snow」（2015年1月20日）
  - Space Nekojaracy （ストリングス・アレンジ）

- 「でーれーガールズ」 オリジナル・サウンド・トラック（2015年2月18日）
  - さよならのプロローグ

- V.A.「アイドルばかりピチカート -小西康陽×T-Palette Records-」（2015年4月22日）
  - イッツ・ア・ビューティフル・デイ / バニラビーンズ （編曲）
  - スウィート・ソウル・レヴュー / バニラビーンズ （編曲）
  - スウィート・ソウル・レヴュー Instrumental / バニラビーンズ （編曲）

- V.A. 坂本真綾トリビュート・アルバム「REQUEST」（2015年4月22日）
  - プラチナ / Negicco （編曲）

- μ's「SUNNY DAY SONG」（2015年7月8日）
  - SUNNY DAY SONG （ストリングス・アレンジ） 「ラブライブ!The School Idol Movie」挿入歌

- Negicco「ねぇバーディア」（2015年8月11日）
  - おやすみ （編曲）

- Negicco「圧倒的なスタイル - NEGiBAND Ver.」（2015年12月26日）
  - カナールの窓辺 （作曲、編曲）

2016年
- Negicco「ティー・フォー・スリー」（2016年5月24日）
  - おやすみ - Album Ver. （編曲）

- Peach sugar snow「キミと僕のwhisper」（2016年8月16日）
  - 私キミに恋してる （編曲）

- 3B junior「3B junior ファースト・アルバム 2016」（2016年9月7日）
  - 友情のPlanet / マジェスティックセブン （ストリングス・アレンジ）

- WHY@DOLL「菫アイオライト」（2016年11月15日）
  - 菫アイオライト （ストリングス・アレンジ）

2017年
- WHY@DOLL「キミはSteady」（2017年2月28日）
  - ラブ・ストーリーは週末に （ストリングス・アレンジ）

- 脇田もなり「I am ONLY」（2017年7月26日）
  - 祈りの言葉 （作詞、作曲、編曲）

- WHY@DOLL「WHY@DOLL」（2017年8月1日）
  - 恋はシュビドゥビドゥバ！ （ストリングス・アレンジ）

- Chelip「これって恋だと思うんだ」（2017年8月23日）
  - これって恋だと思うんだ （作詞、作曲、編曲）

- 青野りえ「PASTORAL」（2017年10月18日）
  - On the Radio （ストリングス・アレンジ）

2018年
- WHY@DOLL「Show Me Your Smile」（2018年1月23日）
  - Promises, Promises （ストリングス・アレンジ）

- Nao☆（Negicco）「菜の花」（2018年4月11日）
  - ハッピーエンドをちょうだい （作曲、編曲）

- 広瀬愛菜「午後の時間割り」（2018年6月20日）
  - 春の陽射し - sunlight （編曲）

- WHY@DOLL「Sweet Vinegar」（2018年6月26日）
  - Don't Ask Me Why （ストリングス・アレンジ）

- WAY WAVE「SUMMER GIRL」（2018年6月27日）
  - SUMMER GIRL

- Negicco「MY COLOR」（2018年7月10日）
  - グッデイ・ユア・ライフ - 下りver. （編曲）
  - はじまりの場所 （ストリングス・アレンジ）

- WAY WAVE「SHOW TIME」（2018年12月19日）
  - みつばちパンティーライン

2019年
- WHY@DOLL「Hey!」（2019年2月12日）
  - ケ・セラ・セラ （ストリングス・アレンジ）
  - ふたりで生きてゆければ （ストリングス・アレンジ）

- ポプリ「ポプリとふわふわ物語」（2019年4月24日）
  - 星空のバニシングポイント
  - ゆうぐれパッチワーク

- 広瀬愛菜「サマーレイン」（2019年9月29日）
  - サマーレイン

- 川上きらら（うさぎのみみっく!!）「ずっきんドッキン!! Sympathy - Acoustic Version」（2019年11月7日）
  - ずっきんドッキン!! Sympathy - Acoustic Version （編曲）

- WAY WAVE「SOUL PUNCH」（2019年12月18日）
  - Hello New Wave

2020年
- 新山ひな（うさぎのみみっく!!）「みんなが変化球に走るので、私、アイドルを独占させてもらいます。」（2020年4月4日）
  - 綿菓子と十字架 （作詞）
  - 美・粒・子・ジェニック （作詞、作曲、編曲）
  - 生意気★寄りの溜息 （作詞）

- 新山ひな（うさぎのみみっく!!）「STAY OPEN ～潰れないで 不滅の試聴室に捧ぐ名曲集～」V.A.（2020年5月25日）
  - 夏

- 川上きらら＆児玉律子（FAREWELL, MY L.u.v）「あこ〜すてぃっく」（2020年10月29日）
  - Good day - Acoustic Version （編曲）
  - Love me tender - Acoustic Version （編曲）
  - 7 DAYS FOCUS - Acoustic Version （編曲）
  - しずくとカーテン - Acoustic Version （編曲）

- 広瀬愛菜「17」（2020年11月4日）
  - サマーレイン
  - 虹の向こうへ
  - 晴れた朝、人生の予感
  - memory
  - なんだ、ただの青春か （作詞、作曲、編曲）
  - Travel In My Mind
  - Tiffany Blue
  - 17
  - ダンデライオン〜遅咲きのたんぽぽ （編曲）

- Sputrip（Palette Project）「Breeze in the Sun」（2020年11月18日）
  - Breeze in the Sun （編曲）

2021年
- ギャランティーク和恵「赤橙｜MY ADDRESS」（2021年2月3日）
  - 赤橙

- Sputrip「光の惑星」（2021年2月23日）
  - 光の惑星 （編曲）

- 広瀬愛菜「Sense of Life - Idols Side」V.A.（2021年5月14日）
  - さくら

- 吉田哲人と長谷泰宏「Sense of Life - Musicians Side」V.A.（2021年5月14日）
  - ひとめぐり

- 吉田哲人「光の惑星 c/w 小さな手のひら」(2021年7月23日)
  - 光の惑星 （編曲）

- WAY WAVE「VENUS STEP」(2021年12月22日)
  - SUMMER BREEZE （編曲）

2022年
- 青野りえ「Rain or Shine」(2022年3月16日)
  - Waiting for you
  - Rain Rain
  - Blue Moon River
  - 九月の水
  - Rainbow in your eyes
  - エンドロール
  - 雨に唄えば
  - ラストシーン

- 麻倉もも「Apiacere」LP盤(2022年11月3日)
  - プリンセスじゃなくても （作詞、作曲、編曲）

- ルカタマ「MISRULE」(2022年12月21日)
  - 1994

- 新山ひな（うさぎのみみっく!!）「Love Story」(2022年12月25日)
  - Love Story

2023年
- 青野りえ「Live in Tokyo 2022」(2023年5月10日)
  - Waiting for you - Live Version
  - 九月の水 - Live Version
  - Rain Rain - Live Version
  - 片影 - Live Version
  - さよなら、こんにちは - Live Version
  - 雨に唄えば - Live Version
  - PASTORAL - Live Version

- Negicco「Perfect Sense」(2023年7月20日)
  - Make Up Promenade （作曲、編曲）

- うさぎのみみっく!!「あこ〜すてぃっく!!」（2023年11月4日）
  - アンジュのジュネーズ - Acoustic Version （編曲）
  - しずくとカーテン - Acoustic Version （編曲）
  - 透明バルーン - Acoustic Version （編曲）
  - しあわせはハンドメイド - Acoustic Version （編曲）
  - シンメトリック - Acoustic Version （編曲）
  - 七色のディスティニー - Acoustic Version （編曲）
  - 待チ受ケ Rabbit Girl - Acoustic Version （編曲）

- 吉田哲人「The Summing Up」（2023年11月22日）
  - 光の惑星 （ストリングス・アレンジ）
  - ふたりで生きてゆければ （ストリングス・アレンジ）
  - ひとめぐり - Live at 神保町試聴室 20210304

2024年
- 広瀬愛菜「21」(2024年11月27日)
  - Motor Cycle Girl - Cowgirl Song
  - 天国にいちばん近い島 （編曲）
  - EVERLASTING
  - 女神と21番街のドレスアップ （作詞、作曲、編曲）
  - さよなら青春
  - 女王陛下かく語りき （作詞、作曲、編曲）
  - Let Us Go
  - サマービート

## ユメトコスメ名義
- 『BROAD AWAY』（2006年3月12日） : CD
  - 水脈フローレス
  - 国境の無いふたつの島
  - 紐育 Walk On Fame

- 『Cosmetique Standards』（2007年4月22日） : CD
  - スパイラル・シークエンス
  - 魔法のパウダリィ
  - 楽園の扉

- 『ユメトコスメ』（2007年12月16日） : CD
  - ユメトコスメ
  - ラヴ色パレット
  - 睫毛の先にトゥモロー

- 『DREAM ON HYPE』（2007年12月16日） : CD
  - ユメトコスメ - HOUSE REMIX
  - 楽園の扉 - DISCO REMIX
  - スパイラル・シークエンス - HOUSE REMIX
  - 紐育 Walk On Fame - BREAK BEATS REMIX

- 『絶対ラヴモーション』（2010年2月26日） : CD
  - 絶対！ラヴモーション
  - 出会いがしらの一秒後
  - 太陽の所為

- 『キスとかキライとか』（2012年9月29日） : 8cm CD Single
  - キスとかキライとか

- 『嘘だよ、過去形じゃなくて…！』（2014年8月26日） : 7inch Record
  - 嘘だよ、過去形じゃなくて…！

- 『New York Walk On Fame』（2019年5月12日） : Cassette Tape
  - 紐育 Walk On Fame - Foundation Version

- 『Magical Powdery』（2019年5月12日） : Cassette Tape
  - 魔法のパウダリィ - Foundation Version

- 『Spiral Sequence』（2019年8月30日） : Cassette Tape
  - スパイラル・シークエンス - Foundation Version

- 『真夏日、時々、斜め上』（2020年5月25日） : Compilation CD
  - 真夏日、時々、斜め上

## その他、収録作品
- 『Found in Fairground』V.A.（2004年6月5日）
  - 美人姉妹を捜す

- 『渋谷系インディーポップコレクション Vol.1』V.A.（2007年12月22日）
  - 魔法のパウダリィ

- 『TOKYO Auto-Reverse ～ネオ渋谷系×80's～』V.A.[2]（2010年5月26日）
  - はいからさんが通る（オリジナル : 南野陽子）

- 『Summer Time Summer Girl Vol.1』V.A.（2010年7月19日）
  - 楽園の扉 - featuring 初音ミク
  - 太陽の所為 - featuring 初音ミク

- 『cute'n cute'n pop』V.A.（2012年4月28日）
  - キスとかキライとか - featuring 初音ミク

- 『STAY OPEN ～潰れないで 不滅の試聴室に捧ぐ名曲集～』V.A.[3]（2020年5月25日）
  - 真夏日、時々、斜め上